# Jalen Pokorn
Jalen Pokorn, slovenski nogometaš, * 7. junij 1979, Kranj.
Pokorn je nekdanji nogometaš, ki je igral na položaju vezista.

## Reprezentančna kariera
Za slovensko nogometno reprezentanco je Pokorn nastopil na 12 tekmah med letoma 2004 in 2005.

## Dosežki

### Olimpija Ljubljana
- Slovenski nogometni pokal: 1999/00, 2002/03

#### NK Domžale
- Prva liga: 2007/08